# Železno, Avstrija
Železno (nemško Eisenstadt, madžarsko Kismarton, hrvaško Željezno) je glavno mesto avstrijske zvezne dežele Gradiščanska z okoli 16.000 prebivalci. 
Največja znamenitost Železnega je dvorec Esterházy iz leta 1364, ki ga je leta 1672 prenovil in dogradil knez Esterházy. Z mestom je povezano tudi ime skladatelja Josepha Haydna, ki je od leta 1761 naprej več kot štirideset let deloval kot dirigent na Esterházyjevem dvoru. 
Od leta 1960 je tudi sedež rimskokatoliške škofije.

## Geografija
Železno (Eisenstadt) leži v vznožju hribovja Leithagebirge na vulkanski terasi, na nadmorski višini 182 m. Lega terase vzhod-zahod je pogojevala nastanku mesta. Šele kasneje so začeli mesto širiti na jug proti vulkanskemu hrbtu in se je v zadnjih desetletjih razširilo vse do pobočja na severu hribovja Leithagebirge, kjer ležijo vinogradi in nova naselja.
Zaščiteno pod do 400 metrov visokim grebenom Leithagebirge, ki je poraščen z gostimi listnatimi gozdovi, ima ugodno lego za vinograde in sadjarstvo (marelice, breskve in mandlji). Vinogradi obkrožajo mesto skoraj z vseh strani.

## Razdelitev mesta
Mesto Železno je razdeljeno na več krajevnih skupnosti: Eisenstadt, Kleinhöflein im Burgenland, St. Georgen am Leithagebirge. V predelu Unterberg-Eisenstadt leži edinstvena Kalvarija znotraj oziroma po obodu cerkve Bergkirche, v kateri je tudi Haydnov mavzolej. Okrožje Unterberg je židovska četrt in ima staro židovsko pokopališče.

## Klima
Poprečna letna temperatura (zabeležena v letih 1961-1990) znaša 10,4 °C. Poprečna vrednost iz leta 2007 je bila 11,8 °C. Poprečna letna količina padavin (1961-1991) je bila 589 mm.

## Zgodovina
Pred našim štetjem je območje Železnega pripadalo kraljestvu Norik. Najdeni so ostanki keltskega gradišča na griču Schwarzbacher. V času rimskega imperija je mesto pripadalo provinci Panoniji. Območje so v času preseljevanja narodov naseljevala razna germanska plemena in Huni. V času Karla Velikega so se začeli naseljevati Bavarci. Kot "castrum Ferrum" se je Železno prvič pojavilo leta 1118. Prva pisna omemba je iz leta 1264 kot Kismarton, saj je ležal na skrajnem zahodem delu Kraljevine Madžarske. Leta 1373 je mesto prišlo v posest madžarske plemiške družine Kanizsai. Od tedaj dalje se je uveljavilo ime Železno. Leta 1388 je mesto dobilo trške pravice. Leta 1445 je vojvoda Albrecht VI. Habsburški dobil mesto kot zastavno pravico za naslednjih 150 let. Med turškim osvajanjem leta 1529 in leta 1532 so Turki osvojili Železno in od tod prodirali proti Dunaju. Mesto je v naslednji letih pogosto menjalo gospodarje. Leta 1648 ga je zasedla madžarska plemiška družina Esterhazy. Knežja družina bila zelo aktivna pri obnovi podobe mesta. Esterházyjeva družina je kmalu postala ena izmed najbogatejših plemiških družin v srednji Evropi in je imela v posesti številne gradove. 
Leta 1809 so, v času Napoleonovih vojn, Železno zasedli francoski vojaki.
V letih 1865-1898 so Esterházyji, zaradi velikih stroškov z gradnjo in obnovo mesta, zašli v finančne težave in so se rešili s cesarsko pomočjo. Leta 1897 je bilo Železno povezano v madžarsko železniško omrežje.
Po prvi svetovni vojni je s pogodbo iz St. Germaina iz leta 1919 in Trianona iz leta 1920 območje Gradiščanske (novo ime) pripadlo Avstriji, vendar brez njenega naravnega središča Šoprona, ki je zaradi plebiscita ostalo na Madžarskem, tako da je moralo Železno prevzeti vlogo glavnega mesta. V Železnem je bila ustanovljena katoliška apostolska administracija na predlog madžarskega škofa. Med drugo svetovno vojno je bilo Železno enkrat bombardirano. Leta 1945 je Železno zasedla Rdeča armada, Sovjeti so bili tukaj do leta 1955. Leta 1956 Železno postane sedež luteranske skupnosti na Gradiščanskem in leta 1960 sedež katoliške škofije Eisenstadt. Leta 1965 dobi status glavnega deželnega mesta. Mesto je zelo povezano z Dunajem.
Železno je glavno mesto zvezne dežele Gradiščanske in ima poleg sedeža nacionalne vlade in sedež deželnega zbora še sedeže najvišjega vodstva institucij v državi in razsodišč.

## Znamenitosti
Največja znamenitost Železnega je zagotovo graščina Esterházy. Prvotni gotski dvorec iz leta 1364 je knez Esterházy velikopotezno prenovil in dogradil v letih 1663-1672 ter ga spremenil v središče dvornega življenja. Danes dvorec predstavlja središče kulturnega življenja. Med drugimi prireditvami v Haydnovi dvorani pod čudovitimi stropnimi freskami ob slavnostnih priložnostih in koncertih zazvenijo melodije Josepha Haydna. Ob gradu je obsežen park z Glorieto. Nekoč baročni vrt je bil leta 1800 preurejen v krajinski park.
Omembe vredna je Stolnica sv. Martina in Ruperta, katere začetki segajo vse do 13. stoletja, Kalvarija (Kalvarienberg) v cerkvi Bergkirche s Haydnovim mavzolejem in Haydnova hiša.
- Haydova dvorana v Esterházyjevem dvorcu
- Graščina Esterházyjev
- Glorieta v parku Esterházyjevega dvorca
- Bergkirche s kalvarijo
- Mestno središče

## Prijateljska mesta/občine
| - Bad Kissingen, Nemčija - Colmar, Francija - Lignano Sabbiadoro, Italija - Sanuki, Japonska - Šopron, Madžarska - Dunaj, Avstrija |